# Laticranium mandibulare
Laticranium mandibulare là một loài bọ cánh cứng trong họ Cerambycidae.